# Rdeča usnjevka
Rdeča usnjevka (znanstveno ime Hymenochaete cruenta) je vrsta glive iz rodu usnjevk (Hymenochaete). V Sloveniji je redka in zaščitena.

## Značilnosti
Je v obliki krvavo rdeče ščetinaste plošče, ki je pritrjena na podlago in ima rjave robove. Občasno vrsta oblikuje tudi robove klobukov na vrhu navpičnih podstavkov. Če pade na tla skupaj z podlago, se hitro obarva v temno rjavo. Ščetine so temno rjave in jih je mogoče opazovati že pod povečevalnim steklom.
Raste na odmrlih jelkovih vejah.

## Mikroskopske značilnosti
Rdeča usnjevka ima številne temnorjave ščetine, ki merijo 60–80 × 6–10 µm in so značilne za celotno družino usnjark (Hymenochaetaceae). Gre za trnom podobne cistide z debelimi stenami, imenovanimi setae.

Trosi so valjasti ter včasih rahlo ukrivljeni. Veliki so 6-8 × 2-2,5 µm.

## Uporabnost
Goba je neužitna.

## Galerija slik
- Trosnjaki
- Ščetine (Setae)
- Trosi